# ビーグル38
ビーグル38（ビーグルさんじゅうはち）は、かつて松竹芸能で活動していたお笑いトリオ。旧トリオ時代の名前は「せんたくばさみ」。コンビ時代の名前は「うなぎ」。2013年10月4日解散。

## メンバー
- 能勢 ヒロシ（のせ ひろし、1973年8月9日（52歳） - ）

高知県出身。高知県立高知南高等学校卒業。ツッコミ担当。血液型O型。
本名は能勢 浩（読み同じ）。
R-1ぐらんぷりに出場した際には喜味こいしに扮した「リトルこいし」というキャラクターで登場し、2008年の大会では準決勝に進出。
芸人の傍ら、蕎麦ダイニング店の店長も務めている。
解散後は事務所に残り、「ビーグル38能勢」名義でピン芸人として活動。
第2回四万十映画祭で上映される『あらうんど四万十 ―カールニカーラン―』の一條安二郎役で出演。
2016年、高知県観光特使に就任。
性格は大変素直で、「ドッキリ」にかかりやすい。ますだおかだ角パァ!では「おばさん女社長」に騙され、キスをしてしまった。
歌手の岡本真夜とは高校の同級生で交流がある。
- 加藤 統士（かとう もとし、1973年8月27日（51歳） - ）

高知県出身。ボケ担当。血液型B型。
2009年11月、肺結核に罹患した事が発表された。隔離治療を受け、2010年2月に退院し、活動再開した。
トリオ解散と同時に芸人を引退した。
- 中屋 卓（なかや すぐる、1981年8月28日（43歳） - ）

大阪府出身。血液型O型。
2008年8月加入。
加入後はトリオのネタ作成を担当。
解散後は事務所を退社しフリーでピン芸人として活動していたが、現在は芸人を引退し大阪で会社員を務めている。

### 元メンバー
- 吉本 英和（よしもと ひでかず、1974年1月26日（51歳） - ）

高知県出身。ボケ担当。血液型O型。トリオ「せんたくばさみ」時代のメンバー。
2005年12月脱退。
脱退前はネタ作成を担当していた。
その後、日本プロ麻雀協会所属のプロ雀士として活動し、秋葉原にある麻雀店の店長を務めていた。現在は、日本プロ麻雀協会は退会している。

## 来歴・逸話
- 芸人を目指していた能勢が、お笑いに全く興味の無かった加藤と吉本を誘い、1996年にトリオ「せんたくばさみ」を結成。名前の由来は、「芸能界の激しい逆風に吹き飛ばされないように」という意味が込められているが、これは後付けである。
- 能勢が島から大阪へ旅立つ時、能勢の乗る船が出航する寸前に、見送りに来ていた吉本がその身一つで飛び乗り、そのまま共に大阪へ行った。また、能勢は共に上京しようと加藤を誘ったが、「その日はバイトがあるから」と断られた。
- 「せんたくばさみ」時代、3人それぞれ、髪の毛の色を変えていたことがある（能勢＝赤、吉本＝青、加藤＝黄色）。
- 2005年12月6日、吉本が脱退。残った2人はコンビ名を「うなぎ」に改称（命名はよゐこの有野晋哉。テレビで共演した際、能勢に好物を聞いたところ「うなぎ」と言ったので、そのまま命名）。
- 2007年末、能勢が元「トランスポーター」の中屋を加入に誘う。上京することを話すも、中屋は金欠のため地元で数か月バイトしてから合流することになったが、その間に拠点を東京に移した能勢・加藤が「おじいさん」漫才でネタ番組に出始めたためコンビの印象が強くなった。
- 「ビーグル38」に改名。2008年8月からトリオとして出場したキングオブコントが、3人での初舞台だった。
- ビーグル38の名前の由来は、能勢が犬好きということもあって名前を考えるために犬の図鑑を買い、キャバリア、ビーグル、ビション・フリーゼの3つを候補に挙げ、加藤がスヌーピーにそっくりということと、短く覚えてもらいやすいということでビーグルになった。しかし、ビーグルで検索すると犬ばかりが出てくるので何か付けようということで、3人とも8月生まれで、38歳までには売れたいということでビーグル38になった[4]。
- 能勢がゲットした芸能人の連絡先は芸人のいとうあさこと歌手の岡本真夜の二人。（岡本真夜とは同級生であり、東京にきて交流が復活した元クラスメイト。）
- 能勢には一回り年下の彼女がいたが、「頼りない」「別れたい」と言われているらしい。(天才てれびくんMAX内にて)
- 能勢と加藤の2人ばかりテレビやライブに出演することが増え、中屋が行っても何もせずに帰らされることも多くなったことでトリオ関係が悪化し、とあるネタ合わせの最中に三人で話し合っていた時、加藤の口から｢もう惰性で芸人をやっている｣と言う発言を聞き、トリオ内で不憫に扱われながらもネタ作成を担当していた中屋がその発言により募り募った今までの不満が込み上げ｢じゃあもう辞めましょうか｣となり、解散へと向かうことになった。
- 2013年10月4日に解散することが、事務所から発表された[5]。加藤は引退、能勢、中屋はそれぞれ松竹芸能所属のピン芸人として活動し、中屋は退社後フリーとして活動したのちに引退した。

## 芸風
- 主にコントだが、トリオ漫才をすることもある。また「せんたくばさみ」時代のネタをすることもある。
- 「うなぎ」時代は漫才を中心に加藤がベタなボケをすることが多く、能勢に「そのボケ古ないか?」と突っ込まれることもあった。

### サバイバルズ
- 能勢と加藤の二人がベテラン漫才コンビ「サバイバルズ」に扮したネタを中心に、二人でテレビ番組に出演することが多かった。

名前はそれぞれ、能勢は「師匠」、加藤は「井上さん」。
ネタのパターンとしては能勢が喜味こいしの口調を真似しネタをふり、加藤が「うん、うん」とうなずく。
客（視聴者）は全く聞き取れない加藤のボケを、能勢の「なんちゅう事を言うんや」「それは今言わなあかんことか」「それは君エアロスミスやないか」「鳩山由紀夫とはそういう男や」等のツッコミから想像するもの。
- トリオでこのネタをする場合は中屋扮するネタ番組のプロデューサーにサバイバルズがネタ見せにくるパターンがある。
- 元々は「うなぎ」時代にやっていたネタであり、能勢扮する喜味こいしに新人芸人の加藤が弟子入りとコンビ結成を持ちかけるものである。このネタが出来上がったきっかけは、ピンネタのライブに出演し、それぞれピン芸を披露する予定だったが、急に「コンビでやってくれ」と言われ、ピン芸をやるつもりで既に喜味こいしとおじいちゃんの格好になっていたため、着替え直す時間も無く、結局そのままの格好でコンビでネタをやったことだった。本人たちいわく「ゆるーい感覚で始めた」ネタだったという[6]。
- 2011年1月に喜味こいしが他界した際、能勢は葬儀に出席している。

## 芸歴
- 入社入門：1997年
- 2001年「第16回NHK新人演芸大賞」演芸部門・大賞
- 2002年「第2回新人お笑い尼崎大賞」優秀賞
- 2002年「第23回ABCお笑い新人グランプリ」新人賞
  - この年の最優秀新人賞はレギュラー、優秀新人賞はブラックマヨネーズ、麒麟。審査員特別賞は西中サーキット（現・南海キャンディーズ山崎静代のコンビ）だった。
- 2002年「第31回上方お笑い大賞」新人賞
- 2003年「第24回ABCお笑い新人グランプリ」優秀新人賞
  - この年の最優秀新人賞はチョップリン。優秀新人賞はせんたくばさみ、笑い飯。審査員特別賞はなかやまきんに君だった。
- 2004年「第39回上方漫才大賞」優秀新人賞
- 2009年「第12回みうらじゅん賞」

## 出演

### テレビ・ラジオ
「せんたくばさみ」時代
- なにわ最強パチラジオ!!（ラジオ大阪）
- せんたくな人々（KBS京都）
- めっさGO!（四国放送、2003年12月）月替わり出演のレギュラー争奪戦
- わらいのちから（CATV系）
- 上方演芸ホール（NHK大阪放送局）
- ますだおかだ角パァ!（朝日放送）
- 爆笑オンエアバトル（NHK総合）戦績6勝5敗 最高457KB
  - 初オンエアは2001年5月26日放送の大阪収録で、4回目の挑戦で初オンエア。4回目の挑戦で初オンエアは彼らが初である。オンエア6回中5回は地方収録[7]であり、東京収録では1度（2002年3月16日放送回）しかオンエアされなかった[8]。コント・漫才・ショートコントのいずれでもオンエアを勝ち取ったことのある番組内でも数少ない存在である。因みに上述の唯一の東京収録でのオンエアはショートコントを披露した回である。[9]
  - オフエア5回全てが8位敗退という非常に珍しい記録を残している。
  - 2003年11月21日放送回で番組初の「トリオ漫才」でのオンエア達成者となった[10]。
- わがまち探偵団（J:COM 高槻、2001年4月 - 2018年12月、能勢レギュラー出演。ワトソンくん 役）
- エンタの神様（日本テレビ）

「ビーグル38」時代（「☆」マーク以外は能勢と加藤のみの出演）
- 爆笑ピンクカーペット（フジテレビ）キャッチコピーは「今夜も大御所出番です」→「20世紀じいさん」。
- あらびき団（TBSテレビ）
- 爆笑レッドカーペット（フジテレビ）キャッチコピーは「20世紀じいさん」。

2009年7月4日放送でレッドカーペット賞受賞。
能勢のみ､よゐこ濱口優･パワフルコンビーフコウタ･オジンオズボーン高松新一･なすなかにし那須晃行と共に『はまぐちコントサークル』のメンバーとして登場した際のキャッチコピーは｢松竹のゆかいな仲間たち｣
- ☆やりすぎコージー（テレビ東京、2008年12月8日）中屋を含むトリオでのネタ披露。
- ジャガイモン（スカパー!、2008年12月24日）クリスマスディナーショー
- ダウンタウンのガキの使いやあらへんで!!（日本テレビ、2009年1月25日）『山-1グランプリ』
- ザ・イロモネア（TBSテレビ、2009年6月4日）『ゴールドラッシュ』で3週勝ち抜き、イロモネア出場権獲得。
- お笑い図鑑 ハマヌキ（tvk）
- アンタッチャブルのシカゴマンゴ（TBSラジオ）
- 半分エスパー（フジテレビTWO）能勢ヒロシ、井上さん役
- サキよみ ジャンBANG!（テレビ東京、2009年9月25日）
- 天才てれびくんMAX（NHK教育、2010年3月10日～）「おじいちゃんの人生問答」にレギュラー出演。
- ☆ショーバト!（日本テレビ、2010年6月22日）「ミニバト!」、3人で出演
- 新世紀ネタキング決定戦（TOKYO MX、2010年10月21日）
- ☆爆問パワフルフェイス!（TBSテレビ、2011年8月3日）
- ☆中国・四国ふるさとタイム（にっぽんケーブルチャンネル、2012年10月 - ）能勢のみ出演
- ☆Let's天才てれびくん（NHK教育、2014年9月15日-18日 ）能勢のみ声の出演、高知どちゃもん・うめたろう 役
- 水曜日のカツオボーイズ（高知放送 ＲKCラジオ、2019年1月2日～）パーソナリティ：能勢のみ

### 映画
- 『あらうんど四万十 ―カールニカーラン―』- 2015年、一條安二郎役（能勢）